# Abutilon theophrasti
Il cencio molle (Abutilon theophrasti MediK.) è una pianta erbacea appartenente alla famiglia delle Malvacee, nota soprattutto per essere un'infestante del mais e di altre colture primaverili-estive di pieno campo (già classificata in passato nel genere Sida con il nome di Sida abutilon).

## Descrizione

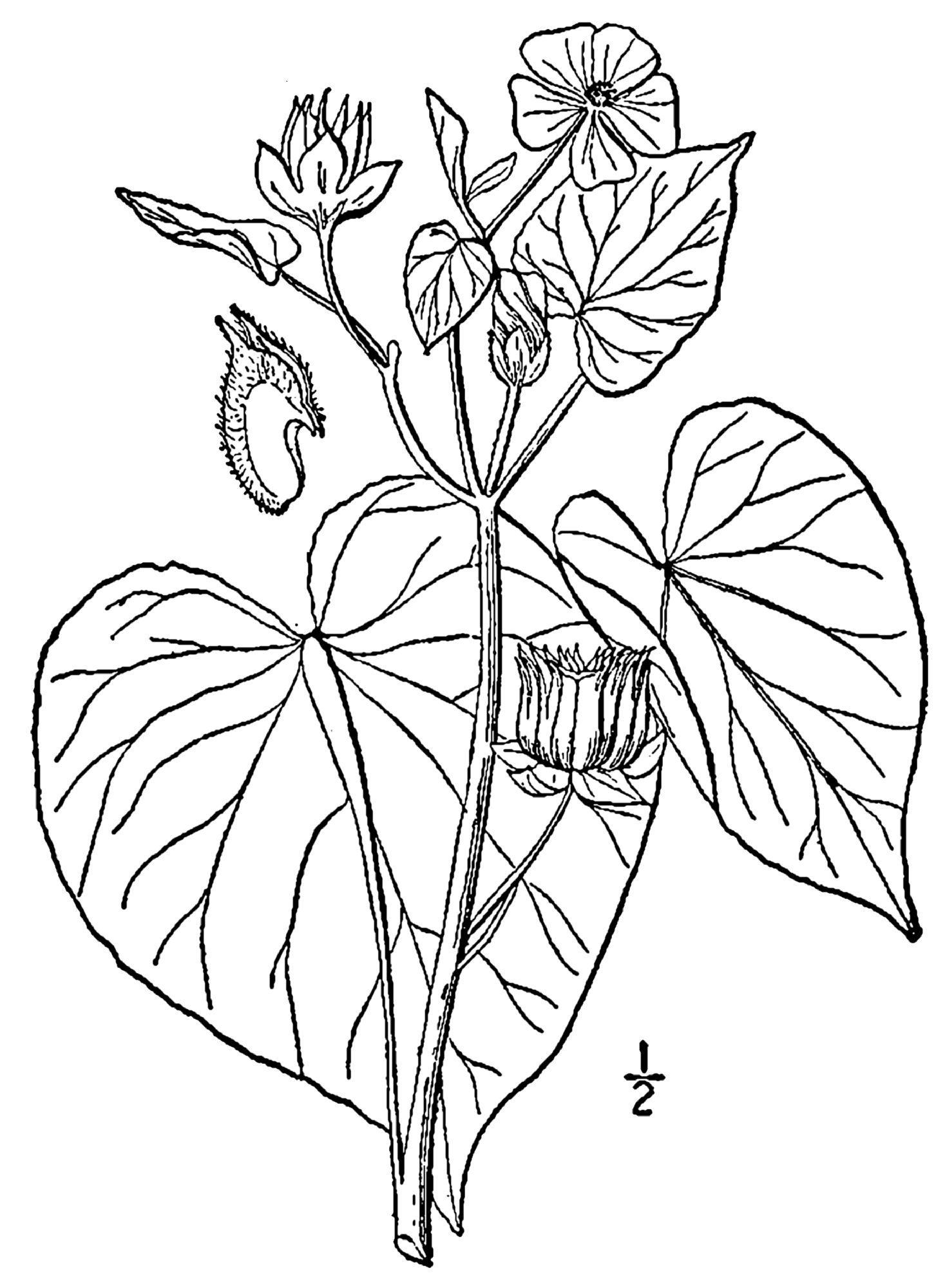
Abutilon theophrasti

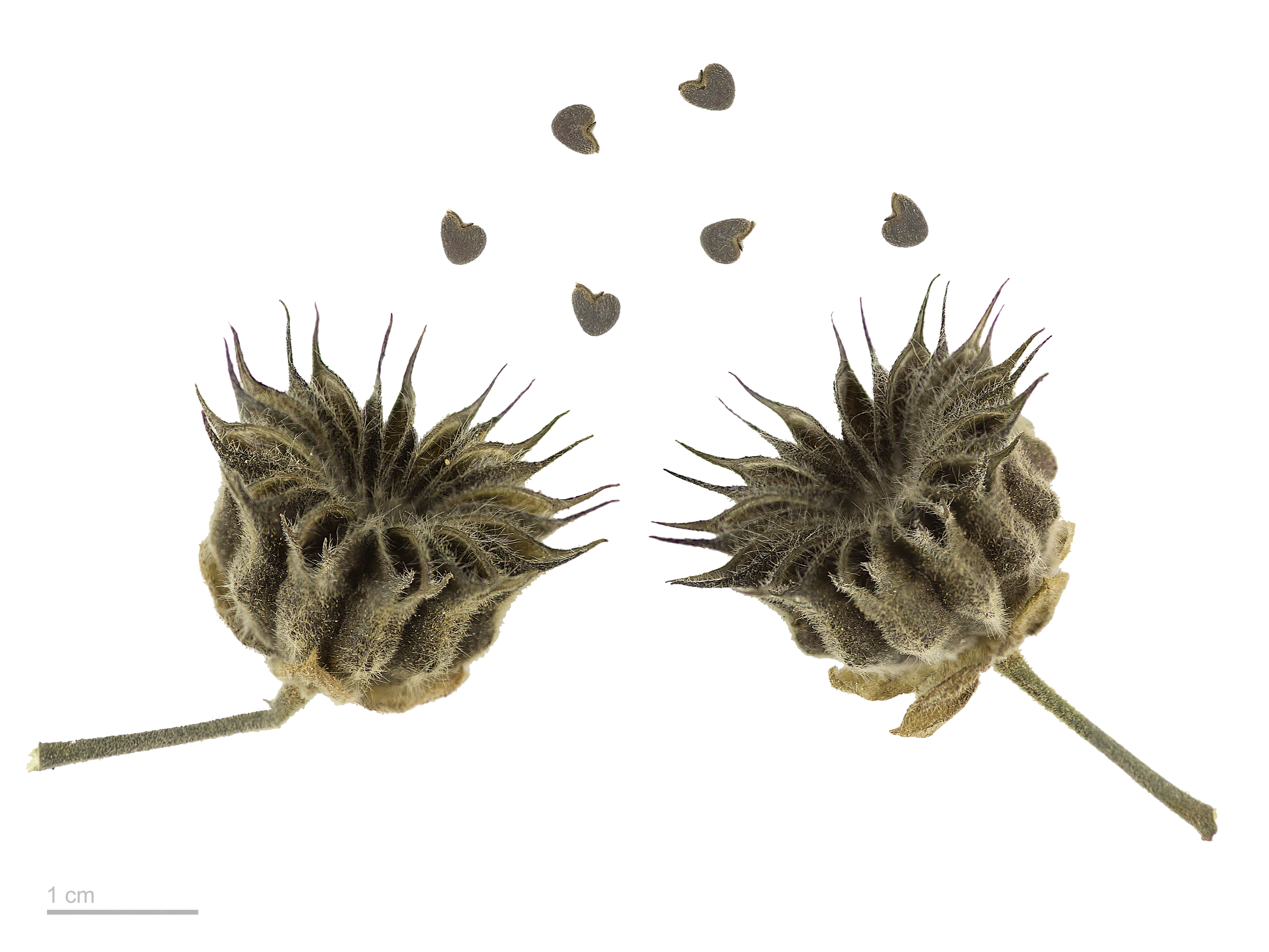
Abutilon theophrasti

Il cencio molle è una pianta erbacea annuale, alta fino a 350 cm, interamente ricoperta da tomento morbido.
Le foglie sono grandi, morbide (da cui il nome italiano), cuoriformi, cordate e con margini seghettati. Mediamente sono larghe 10-15 centimetri, ma possono raggiungere dimensioni maggiori.
Il fiore è caratterizzato da una corolla gialla formata da 5 petali di 1 –1,5 cm e da un calice con 5 sepali saldati alla base, epicalice assente.
L'androceo è monoadelfo ovvero con molti stami fusi tra loro per i filamenti a formare una sorta di tubo. I fiori sono portati in racemi all'ascella fogliare. L'impollinazione è entomogama. Fiorisce da luglio ad ottobre.
Il frutto è formato da diversi mericarpi disposti in una formazione a raggiera.
I semi sono cuoriformi, di colore bruno – nerastro a maturità. Mediamente misurano 3,0 -3,5 mm di lunghezza per 2,5 - 3,0 mm di larghezza. In ogni frutto possono essere presenti 200 semi.

## Distribuzione e habitat
Originaria dell'Asia, è naturalizzata in Nord America, Canada, nell'Europa mediterranea e sud orientale; si trova con facilità come infestante nei campi di mais e di altre specie estive di interesse agrario a partire dai primi rialzi primaverili della temperatura del suolo, ma anche negli incolti e in luoghi ruderali.

## Usi
- In Italia è considerata una infestante delle colture.
- In Cina viene coltivata da tempi preistorici per estrarne una fibra simile alla juta.[3]
- Foglie e semi sono eduli. I semi sono consumati abitualmente in Cina e in Kashmir.[4]

## Lotta
La sua rapidità di diffusione come infestante è dovuta al grande numero di semi prodotti ed alla loro capacità di inquinare gli organi meccanici delle mietitrebbiatrici, che ne garantiscono così la diffusione da un appezzamento all'altro. La lotta verso Abutilon theophrasti, rientra nei normali interventi contro le infestanti dicotiledoni. In particolare risulta sensibile ad erbicidi a base di Fluroxipir e Triflusulfuron-metile.
Da alcuni anni sono allo studio preparazioni microbiologiche a base di Colletotrichum coccodes, ma la loro diffusione applicativa è ancora molto limitata. Più spesso, quando non si utilizzano diserbanti (ad esempio in agricoltura biologica) il controllo dell'infestante si ottiene mediante operazioni meccaniche come la sarchiatura.

## Galleria d'immagini

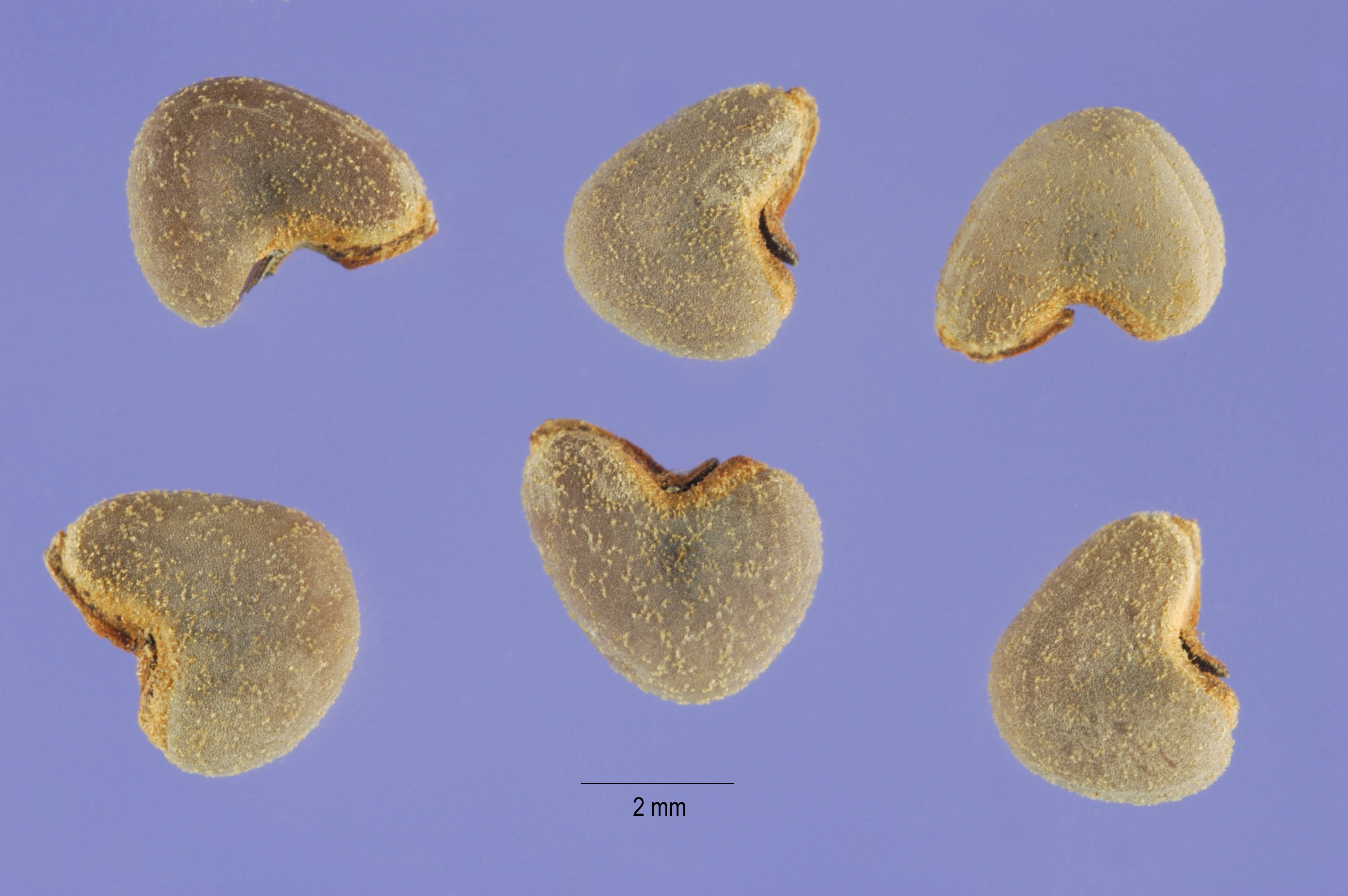
Semi di Abutilon theophrasti
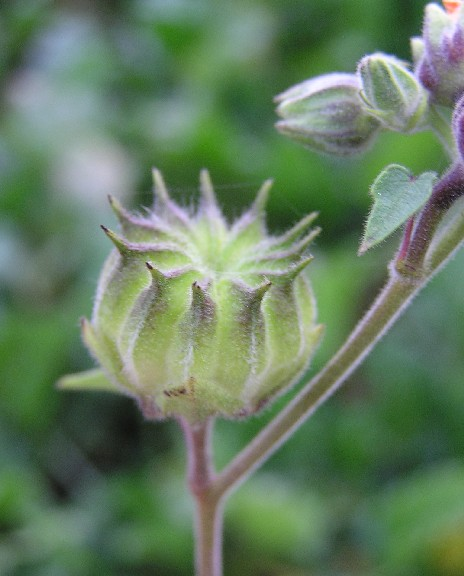
Frutto
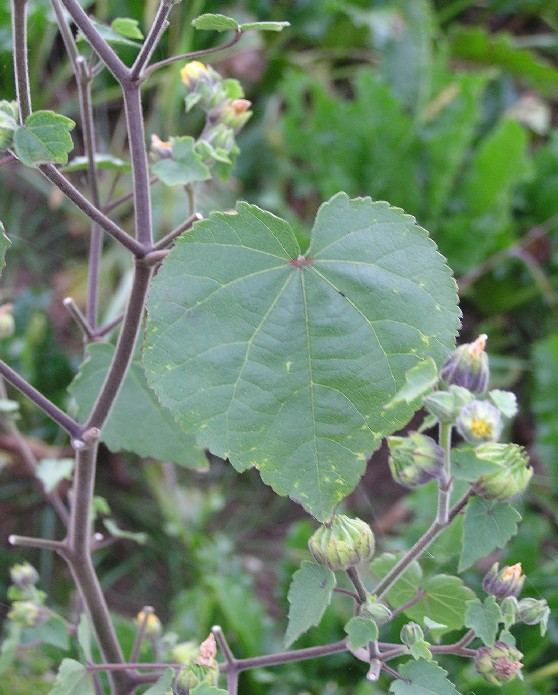
Tipica foglia cuoriforme
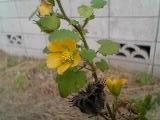
Fiore
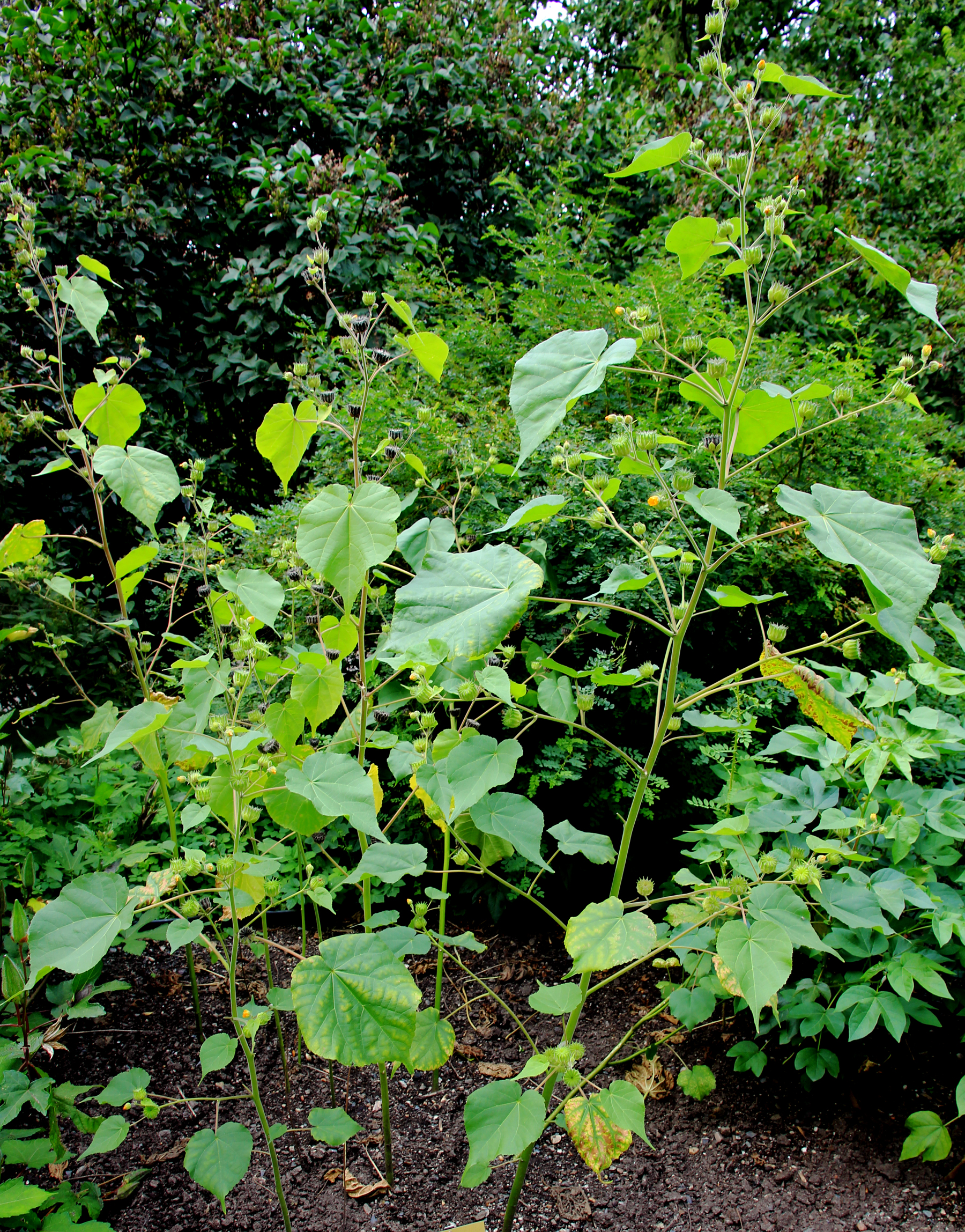
Abutilon theophrasti
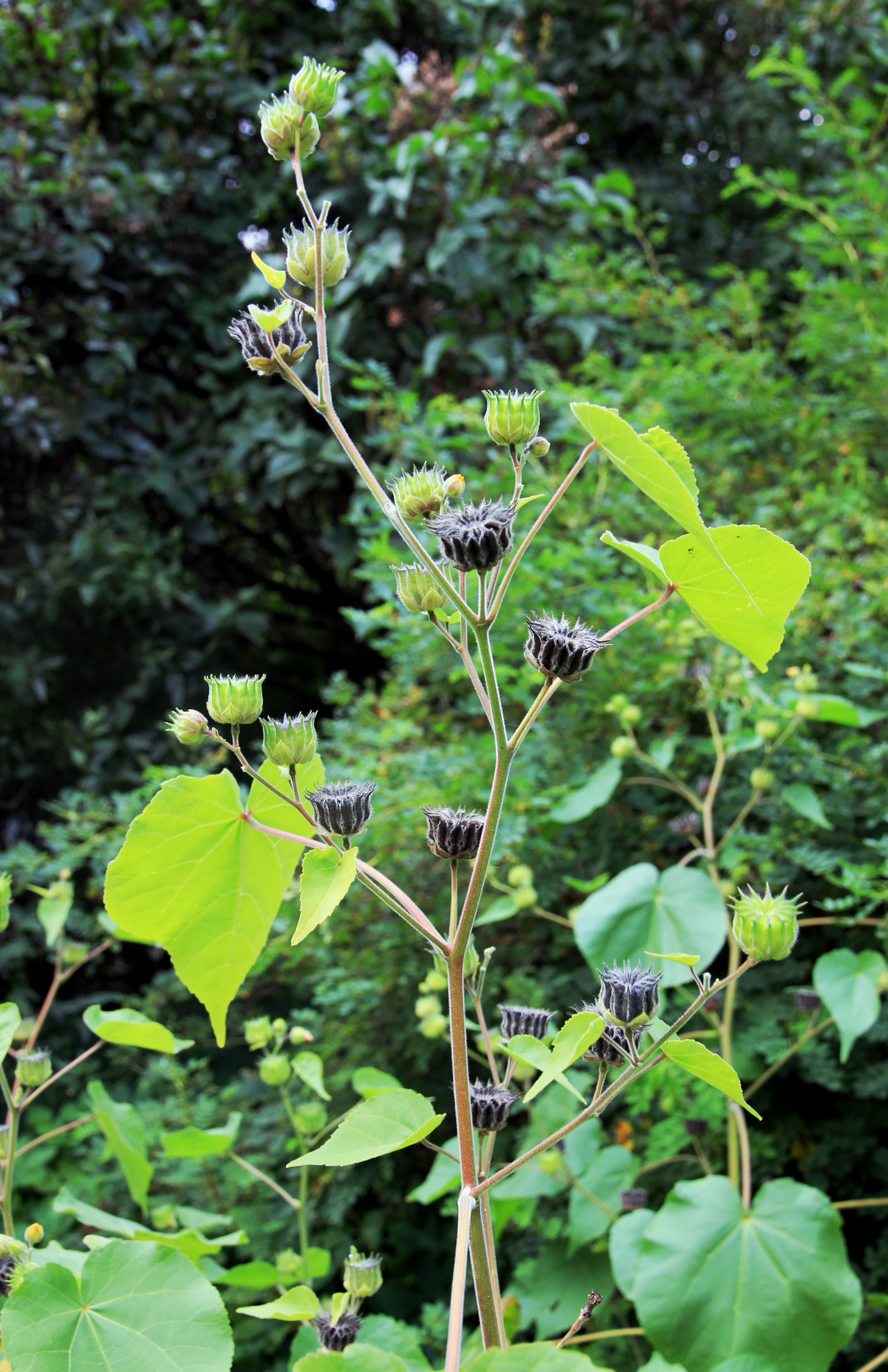
Frutto
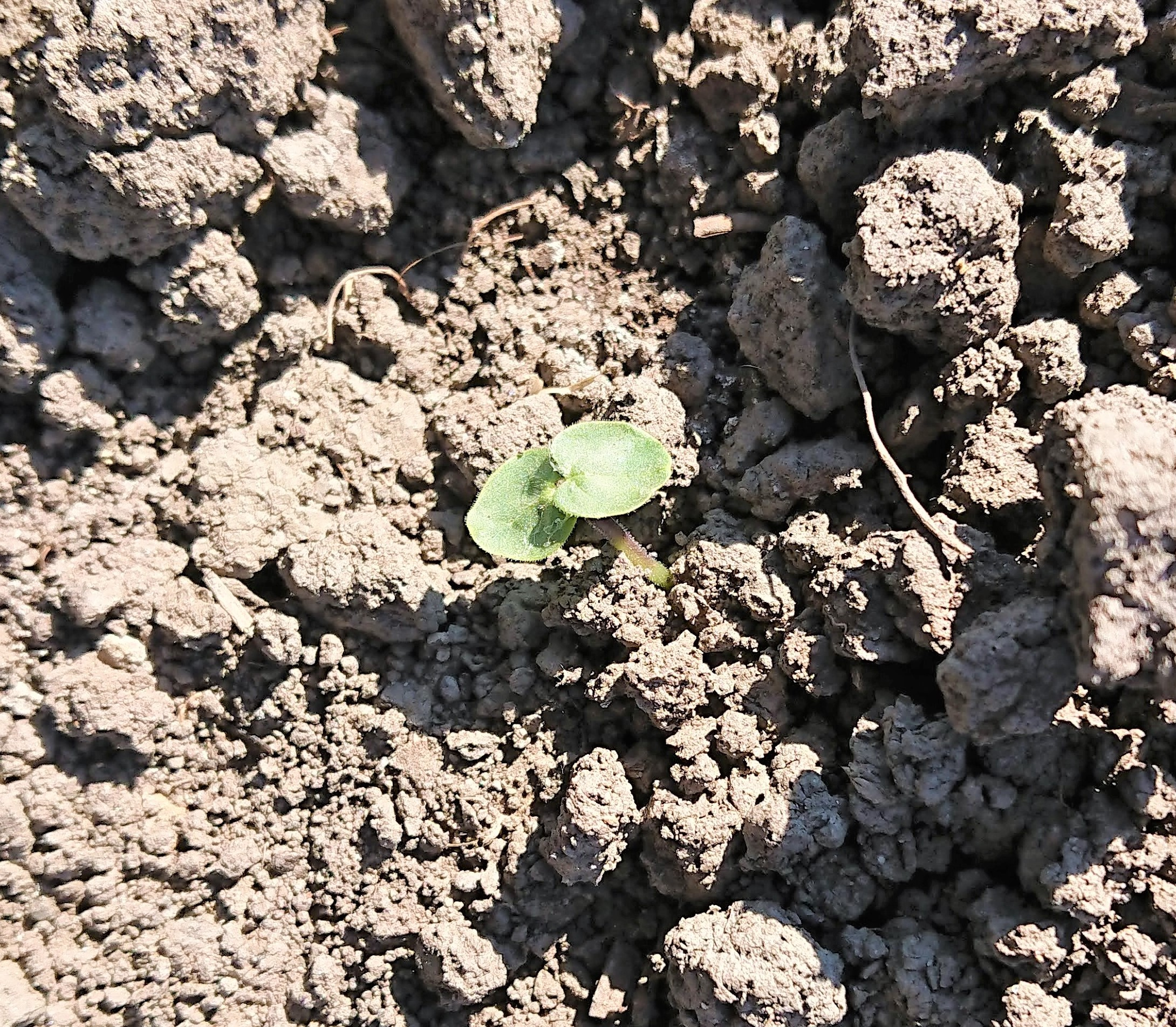
Plantula di A. theophrasti